# 巴拉巴绍夫陨击坑

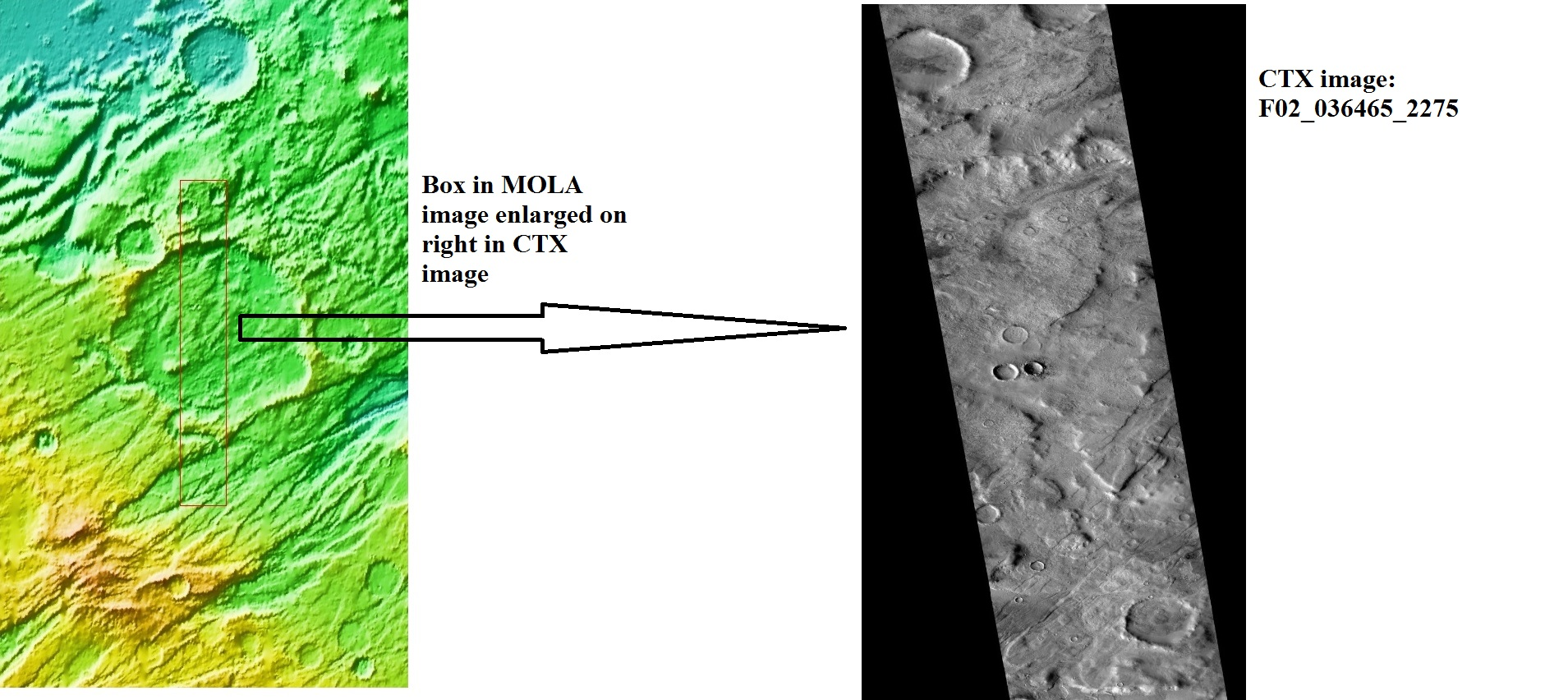
巴拉巴绍夫陨击坑激光高度计和背景相机图像。

巴拉巴绍夫陨击坑（Barabashov）是火星阿耳卡狄亚区的一座撞击坑，中心坐标位于北纬47.7度、西经68.8度，直径121公里，其名称取自苏联天文学家尼古拉·巴拉巴绍夫，1973年，被国际天文联合会行星系统命名工作组批准采用。 